# Lieselotte Breker
Lieselotte Angelika Breker (* 15. Februar 1960 in Steinheim; † 20. Juli 2022 ebenda) war eine deutsche Sportschützin.

## Erfolge
Bei den Olympischen Sommerspielen 1988 in Seoul und 1992 in Barcelona nahm sie an Pistolenschießwettbewerben teil. 1988 belegte sie mit der Luftpistole Rang sieben, während sie mit der Sportpistole als Vierte knapp einen Medaillengewinn verpasste. Vier Jahre darauf erreichte sie mit der Luftpistole den 15. Platz. Die Wettkampf mit der Sportpistole schloss sie auf dem zehnten Platz ab.
Bei Weltmeisterschaften gelangen ihr mit der Luftpistole fünf Medaillengewinne. 1989 in Suhl sicherte sie sich mit Bronze ihre einzige Medaille im Einzel. Mit der Mannschaft hatte sie bereits 1987 in Budapest den dritten Platz belegt. In Suhl wurde die Mannschaft mit Breker Weltmeister. 1990 in Moskau und 1991 in Stavanger folgten im Mannschaftswettbewerb jeweils zweite Plätze.